# Jack Krine
 (décembre 2013).
Jack Krine est un aviateur français né le 19 février 1944 à Corné, en Maine-et-Loire qui totalise plusieurs milliers d'heures de vol.

## Biographie
À partir de 1965, Jack Krine est pilote de chasse dans l’Armée de l’Air française (sous-officier) puis moniteur, officier de sécurité des vols, instructeur combat aérien sur Mirage III. Il participe à l’évaluation en combat aérien du Mirage III et du Mirage F1 au Centre d’Expérimentation Aérienne de Mont-de-Marsan ,.
Jack Krine a raconté comment, le 23 septembre 1975 à 23 heures, lors d'une mission d'entraînement nocturne sur Mirage III C dans la région de Cambrai, il a observé un OVNI en même temps qu'un collègue pilotant un autre appareil,. Alors que tous les vols militaires sont archivés, Jack Krine n’a jamais fait état du nom de l’équipier pouvant corroborer ses dires.
À partir de 1976, il intègre la Patrouille de France comme équipier intérieur. L'année suivante, il est choisi par le leader solo pour devenir second solo ; il ne sera jamais leader solo l'année suivante(1979), en raison de difficultés relationnelles avec le reste de l’équipe. Le capitaine Krine a fait partie de la PAF en 1977 (équipier) et 1978 (second solo).
En 1978, il quitte l’Armée de l’Air pour devenir copilote à Air Inter pendant dix ans, puis commandant de bord et instructeur sur Airbus A320.
Il a plus de 400 meetings aériens à son actif avec 42 types d'avions. Il est Officier de l'ordre national du Mérite et a reçu la Médaille de l'Aéronautique.
Il est également un membre éminent de l'Aéro-Club de France ainsi que de l'Amicale Jean-Baptiste Salis à la Ferté-Alais.
Jack Krine a connu plusieurs accidents, dont notamment un crash en meeting à Saint-Dizier en Mystère IV le 4 juin 1993, dû à une panne de moteur. Blessé aux vertèbres, il a guéri et a volé deux mois plus tard.
En 2006, il rejoint le groupe Tranchant et fonde la Patrouille Tranchant en Fouga Magister, en compagnie de Hugues Duval et de Benjamin Tranchant. Il est également le pilote solo de cette formation.
Jack Krine intervient régulièrement dans des documentaires TV  ou des émissions de Radio, consacrés aux phénomènes extra-terrestres. Il témoigne avoir observé un OVNI : il ne sait pas si cela pouvait être un engin extra-terrestre ; il évoque un objet volant non identifié, au comportement intelligent se plaçant par trois fois entre les Mirage III de son exercice de nuit. Il ne connait aucun équivalent humain connu, compte tenu des performances observées. Avant de témoigner, il a attendu d'être à la retraite. Il livre ses récits à partir du milieu des années 1990.

## Participations événementielles
- En 1995, il participe à la série de "Nuits magnétiques", "L'envol" produite par Catherine Soullard sur France-Culture, diffusée la semaine du 16 au 19 mai.[réf. nécessaire]
- En 2022, il participe au meeting de l'air organisé par la Fondation des œuvres sociales de l'air à la base aérienne 709 Cognac-Châteaubernard le 21 et 22 mai. Il pilote un Fouga Magister.

## Décorations
- Officier de la Légion d'honneur Il a été fait chevalier le 19 mai 2005, puis a été promu officier par décret du 31 décembre 2018[6].